# Siedruż
Siedruż, Sedruż (biał. Седруж, Siedruż; ros. Седруж, Siedruż) – wieś na Białorusi, w obwodzie brzeskim, w rejonie kamienieckim, w sielsowiecie Peliszcze.
Współcześnie w skład wsi wchodzi także dawny folwark Połoniany.

## Historia
W XIX i w początkach XX w. Siedruż położony był w Rosji, w guberni grodzieńskiej, w powiecie prużańskim, w gminie Staruny.
W dwudziestoleciu międzywojennym Siedruż leżał w Polsce, w województwie poleskim, w powiecie brzeskim, do 18 kwietnia 1928 w gminie Życin, następnie w gminie Kamieniec Litewski. W 1921 miejscowość liczyła 52 mieszkańców, zamieszkałych w 14 budynkach, wyłącznie Białorusinów wyznania prawosławnego.
Połoniany w II Rzeczypospolitej leżały w województwie poleskim, w powiecie brzeskim, w gminie Kamieniec Litewski. W 1921 miejscowość liczyła 16 mieszkańców, zamieszkałych w 2 budynkach, w tym 14 Polaków, 1 Białorusina i 1 Rusina. 14 mieszkańców było wyznania rzymskokatolickiego i 2 prawosławnego.
Po II wojnie światowej obie miejscowości znalazły się w granicach Związku Sowieckiego. Od 1991 w niepodległej Białorusi.